# Roche-határ
A Roche-határ, vagy más néven Roche-sugár egy csillag vagy bolygó gravitációs középpontjától mért kritikus távolság, amelyen belül a gravitáció által összetartott kísérőt az árapályerők keltette feszültségek feldarabolják, mert azok túllépik a kísérő gravitációját.
A Roche-határt először Édouard Roche francia matematikus és csillagász határozta meg 1848-ban. Bebizonyította, hogy minden bolygó körül létezik egy veszélyes zóna, amelyen belül egy kísérő sem maradhat meg tartósan, hanem a bolygó árapálykeltő erejének hatására darabokra szakad szét.
A Roche-határ bármilyen égitestre meghatározható, ami számottevő gravitációs mezővel bír, ilyenek a csillagok, a bolygók és egyéb égi objektumok, pl. fekete lyukak stb. Meghatározható több testből álló rendszerekre is, például egymáshoz viszonylag közel elhelyezkedő páros csillagokra.
Ennek a határnak a kiterjedése, abban az esetben, ha a kísérő folyékony halmazállapotúnak tekinthető, és sűrűsége megegyezik a bolygó sűrűségével, egyenlő a bolygó sugarának 2,44-szorosával; szilárd halmazállapotú kísérő esetében is létezik ez a határ, ami függ a kísérő szilárdsági viszonyaitól, és kisebb, mint egy folyékony hold esetében. A valódi holdak szilárdságukat tekintve valahol a folyékony és a szilárd halmazállapot között helyezkednek el.

### Magyarázat
Egy bolygót közelítő tömegpontra a távolság csökkenésével egyre nagyobb gravitációs erő hat, melynek hatására a tömegpont gyorsulása növekszik. Az aszteroidák és más égitestek azonban nem tekinthetőek pontszerűnek, egy bizonyos határon túl már kiterjedt objektumokként kell kezelni őket. Ahogy egy ilyen kiterjedt objektum megközelít egy bolygót, vagy más égitestet, a bolygóhoz közelebbi részén a gravitációs vonzás számottevően erősebb lesz, mint a bolygótól távolabb eső részen. Ennek hatására az objektumban mechanikai feszültség ébred, és ha ez a feszültség átlép egy bizonyos határt, akkor az objektum deformálódik, míg végül szétszakad, mert a feszültség felülmúlja az objektumot összetartó gravitációs vonzást.
A Roche-határon belül keringhetnek mesterséges és természetes objektumok is egyaránt, mert ezek összetartásában nem csak a gravitáció játszik szerepet. Példa ilyen objektumokra a Naprendszerben a Jupiter Metis holdja, valamint a Szaturnusz körül keringő Pan hold, egyaránt jó példák a Roche-határon belül keringő természetes holdakra. Az ilyen égitestek felületéhez gravitációsan kötött objektumokat (kövek, por)  az árapályerők a Roche-határon belül elemelhetik a felszínről, és a nagyobb objektum felé kezdhetnek gyorsulni.
Ha a bolygót megközelítő, gravitációsan egybetartott égitest ívelt pályán halad – és általában ez a helyzet –, akkor az égitest a bolygótól távolabbi részére centrifugális erő hat, az ívelt pályából adódóan. A fellépő centrifugális elő tovább növeli a feszültséget, aminek hatására az objektum hamarabb szakad szét, mint azt a képlet megadja.
Nem a Roche-határ az egyetlen ok, ami miatt szétszakadhat egy objektum, a végleges szétszakadásban közrejátszhatnak még hőmérsékleti különbségekből adódó feszültségek, gáznyomás okozta erők stb.

## Meghatározása
Az a távolság, amire egy hold megközelíthet egy másik objektumot anélkül, hogy szétszakadna, a hold szilárdsági viszonyaitól függ. Az egyik véglet, amikor egy tökéletesen szilárd hold közelít meg egy bolygót vagy csillagot; ekkor a szilárdsága miatt a hold sokáig megtartja alakját, míg végül összeroppantja az árapályerő. A másik véglet, amikor a hold tökéletesen folyékony; ekkor a holdra ható viszonylag gyenge árapályerő is deformációt okoz, aminek hatására megnyúlik, de ennek következtében a feszültség tovább növekszik, a folyamat gyorsul, és ezért egy folyékony hold nagyon hamar szétszakad. A valódi holdak, aszteroidák vagy üstökösök valahol a két véglet között helyezkednek el. A Roche-határt általában körpályákra határozzák meg, de egyszerűen át lehet alakítani a képletet, hogy alkalmas legyen olyan esetekben való alkalmazásra, amikor egy test hiperbolikus, vagy parabolapályát leírva halad el a csillag mellett.

### Szilárd halmazállapotú égitestekre
Az egyszerűség megőrzése érdekében feltételezzük, hogy a hold gömb alakú, és az árapályerők miatt fellépő deformáció kicsi, ezért nem kell figyelembe venni. Feltételezzük továbbá, hogy a test megtartja az alakját az önmagára gyakorolt gravitációs hatása miatt is. Nem vesszük figyelembe a felszíni egyenetlenségeket, a forgást, a pálya miatt fellépő esetleges más erőket, továbbá a nagyobb test deformációit sem. Ezek a feltételezések, bár nem realisztikusak, nagyban leegyszerűsítik a Roche-határ meghatározását.
A Roche-határ egy szilárd test esetében, figyelmen kívül hagyva a fentebb felsorolt hatásokat, az a d távolság, amelyen belül nem létezhetnek tartós kísérők:
{\displaystyle d=2,44\;R_{M}\left({\frac {\rho _{M}}{\rho _{m}}}\right)^{1/3}}
Ahol
- {\displaystyle R_{M}} a csillag sugara
- {\displaystyle \rho _{M}} a csillag sűrűsége
- {\displaystyle \rho _{m}} a kísérő sűrűsége

Meghatározható a Roche-határ a sűrűség ismerete nélkül is a testek tömegéből:
{\displaystyle d=2,44\;R_{m}\left({\frac {M_{M}}{M_{m}}}\right)^{1/3}}
Ahol
- {\displaystyle R_{m}} a kísérő sugara
- {\displaystyle M_{M}} a csillag tömege
- {\displaystyle M_{m}} a kísérő tömege

### Folyékony halmazállapotú égitestekre
Jobb közelítéssel adható meg a Roche-határ, ha a holdat nem abszolút szilárdnak, hanem folyékonynak feltételezzük, és nem hanyagoljuk el annak deformációit. Egy folyékony hold minden erőhatás következtében valamilyen deformációt szenved el, és ezek a deformációk nagy hatással vannak a kölcsönhatás kimenetelére.
A számítás összetett, és nem lehet felírni egzakt egyenletként, maga Roche is csak a következő közelítő egyenletet tudta meghatározni.
{\displaystyle d\approx 2,44R\left({\frac {\rho _{M}}{\rho _{m}}}\right)^{1/3}}
Jobb közelítés akkor lehetséges, ha figyelembe vesszük az elsődleges test lapultságát és a hold tömegét.
{\displaystyle d\approx 2.423R\left({\frac {\rho _{M}}{\rho _{m}}}\right)^{1/3}\left({\frac {(1+{\frac {m}{3M}})+{\frac {c}{3R}}(1+{\frac {m}{M}})}{1-c/R}}\right)^{1/3}}
ahol {\displaystyle c/R} a bolygó lapultsága. A numerikus együtthatót számítógépes szimulációk segítségével határozták meg.
A folyékony halmazállapotú megoldás akkor alkalmazható, ha az objektum laza szerkezetű, mint például egy üstökös.

## Roche-határok a Naprendszerben
Ezeket az adatokat felhasználva könnyen kiszámíthatók a Roche-határok akár szilárd, akár folyékony égitestekre. Az üstökösök átlagos sűrűsége megközelítőleg 500 kg/m³.
| Égitest    | Sűrűség (kg/m³) | Sugár (m)   |
| ---------- | --------------- | ----------- |
| Nap        | 1408            | 696 000 000 |
| Jupiter    | 1326            | 71 492 000  |
| Föld       | 5513            | 6 378 137   |
| Hold       | 3346            | 1 738 100   |
| Szaturnusz | 687             | 60 268 000  |
| Uránusz    | 1318            | 25 559 000  |
| Neptunusz  | 1638            | 24 764 000  |

A következő táblázat km-ben és a központi égitest sugarában (R) adja meg a Roche-határok értékeit. 
| Égitest | Kísérő          | Roche-határ (szilárd) | Roche-határ (szilárd) | Roche-határ (folyékony) | Roche-határ (folyékony) |
| Égitest | Kísérő          | Távolság (km)         | R                     | Távolság (km)           | R                       |
| ------- | --------------- | --------------------- | --------------------- | ----------------------- | ----------------------- |
| Föld    | Hold            | 9496                  | 1,49                  | 18 261                  | 2,86                    |
| Föld    | Átlagos üstökös | 17 880                | 2,80                  | 34 390                  | 5,39                    |
| Nap     | Föld            | 554 400               | 0,80                  | 1 066 300               | 1.,3                    |
| Nap     | Jupiter         | 890 700               | 1,28                  | 1 713 000               | 2,46                    |
| Nap     | Hold            | 655 300               | 0,94                  | 1 260 300               | 1,81                    |
| Nap     | Átlagos üstökös | 1 234 000             | 1,78                  | 2 374 000               | 3,42                    |

Ha a központi égitest sűrűsége kevesebb mint fele a keringő égitestének, akkor a szilárd égitestre a Roche-határ kisebb, mint a központi égitest sugara, és a két égitest ütközne, mielőtt a hold elérné a Roche-határt.
Az alábbi táblázatban belső holdak pályasugarainak és a Roche-határok aránya szerepel. A Pan és a Naiad különösen közel van a szétesést jelentő zónához. Az óriásbolygók belső holdjainak sűrűsége pontosan nem ismert, ezeknél a feltüntetett értékek csak becslések, amiket dőlt betűkkel jelöltünk.  
| Égitest    | Kísérő      | Pálya sugara / Roche-határ | Pálya sugara / Roche-határ |
| Égitest    | Kísérő      | (szilárd)                  | (folyékony)                |
| ---------- | ----------- | -------------------------- | -------------------------- |
| Nap        | Merkúr      | 104:1                      | 54:1                       |
| Föld       | Hold        | 41:1                       | 21:1                       |
| Mars       | Phobos      | 172%                       | 89%                        |
| Mars       | Deimos      | 451%                       | 234%                       |
| Jupiter    | Métisz      | ~186%                      | ~94%                       |
| Jupiter    | Adraszteia  | ~188%                      | ~95%                       |
| Jupiter    | Amalthea    | 175%                       | 88%                        |
| Jupiter    | Thébé       | 254%                       | 128%                       |
| Szaturnusz | Pan         | 142%                       | 70%                        |
| Szaturnusz | Atlasz      | 156%                       | 78%                        |
| Szaturnusz | Prométheusz | 162%                       | 80%                        |
| Szaturnusz | Pandora     | 167%                       | 83%                        |
| Szaturnusz | Epimetheus  | 200%                       | 99%                        |
| Szaturnusz | Janus       | 195%                       | 97%                        |
| Uránusz    | Cordelia    | ~154%                      | ~79%                       |
| Uránusz    | Ophelia     | ~166%                      | ~86%                       |
| Uránusz    | Bianca      | ~183%                      | ~94%                       |
| Uránusz    | Cressida    | ~191%                      | ~98%                       |
| Uránusz    | Desdemona   | ~194%                      | ~100%                      |
| Uránusz    | Juliet      | ~199%                      | ~102%                      |
| Neptunusz  | Naiad       | ~139%                      | ~72%                       |
| Neptunusz  | Thalassa    | ~145%                      | ~75%                       |
| Neptunusz  | Despina     | ~152%                      | ~78%                       |
| Neptunusz  | Galatea     | 153%                       | 79%                        |
| Neptunusz  | Larissa     | ~218%                      | ~113%                      |
| Plutó      | Charon      | 12.5:1                     | 6.5:1                      |

## Fordítás
- Ez a szócikk részben vagy egészben  a   Roche limit című angol Wikipédia-szócikk ezen változatának fordításán alapul.  Az eredeti cikk szerkesztőit annak laptörténete sorolja fel. Ez a jelzés csupán a megfogalmazás eredetét és a szerzői jogokat jelzi, nem szolgál a cikkben szereplő információk forrásmegjelöléseként.